# M984 120mm迫撃砲弾
M984 120mm迫撃砲弾（M984 120 mm Extended Range DPICM Mortar Cartridge）は、アメリカ軍が開発した120mm迫撃砲用の砲弾である。
ロケットアシストによる射程の延長、DPICMによる威力の増加、多機能電子信管と誘導装置によって、従来の榴弾よりも高い性能を発揮する。
アメリカのアライアント・テックシステムズ社と、イスラエルのイスラエル・ミリタリー・インダストリーズ社が共同開発した。

## スペック
- 最大射程：12km